# London Brass
Das Blechbläserensemble London Brass entstand aus ehemaligen Mitgliedern des Philip Jones Brass Ensemble, nachdem Philip Jones seine Gruppe aufgelöst hatte.
Die Mitglieder Roger Harvey und David Purser beschlossen, die entstandene Lücke zu füllen, und gründeten im Jahre 1986 ein Nachfolge-Ensemble unter dem Namen London Brass. Die Gruppe konnte die musikalischen Erfolge des Vorgänger-Ensembles nahtlos fortsetzen und führte bis in die Mitte der 1990er Jahre regelmäßig weltweite Konzerttourneen durch. 
Aufgrund seiner Verdienste in Großbritannien genießt London Brass den Status eines „Ensemble-in-Residence“ beim Royal College of Music.

## Musiker
Trompete / Flügelhorn
- Anne McAneney
- John Barclay
- Andy Crowley
- Gareth Small

Horn
- Richard Bissill

Posaune / Euphonium
- Richard Edwards
- Byron Fulcher
- Lindsay Shilling
- David Stewart

Tuba
- Oren Marshall

## Diskographie
- 1986: Impressions of Brass
- 1987: Carmen – bold as brass
- 1987: Intrada
- 1988: Tea for two
- 1989: Romantic journey
- 1989: Kinderzirkus
- 1990: Around the world with London Brass
- 1990: Christmas with London Brass
- 1991: Modern times
- 1991: I got rhythm
- 1992: Baroque
- 1992: Viva España!
- 1993: Gabrieli in Venice
- 1996:  An evening with London Brass
- 1998: Best of London Brass
- 2005: Surprise